# 三州高浜鬼みち

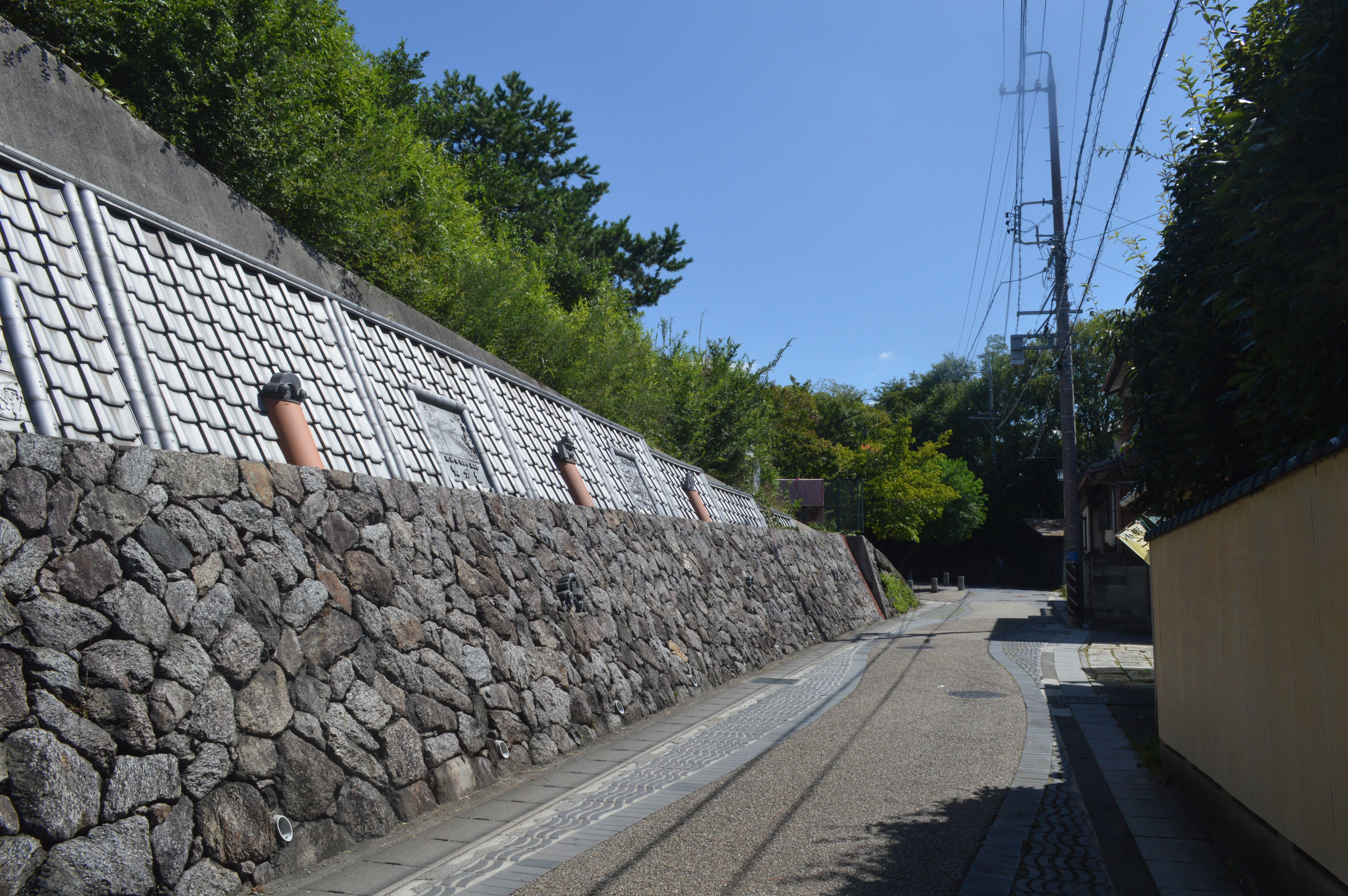
三州高浜鬼みち

三州高浜鬼みち（さんしゅうたかはまおにみち）は、愛知県高浜市にある散策路。名鉄三河線高浜港駅から三河高浜駅までの約4.5kmのコースである。高浜市の地場産業である三州瓦をテーマとしており、三州瓦は特に鬼瓦で知られることから鬼みちと名づけられた。毎年10月中旬には鬼みちまつりが開催される。

## 歴史
- 1996年（平成8年）以後 - 国土交通省のウォーキング・トレイル事業によって整備される[1]。
- 2004年（平成16年） - 日本ウオーキング協会の「美しい日本の歩きたくなるみち500選」に選定される[1]。
- 2015年（平成27年） - 内閣府の「新日本歩く道紀行100選」に選定される[2]。

## 沿線施設
- 名鉄三河線高浜港駅（スタート地点）
- ニコニコ鬼広場 - 東大寺転害門の鬼瓦を模した巨大鬼面がある。大きさは縦4.5ｍ×横4.2ｍ、粘土4トンを使用しており、57ピースに分けて製作された。
- 鬼パーク - 瓦の輸送が衣浦湾の海運から三河鉄道（現在の名鉄三河線）に移った大正時代に開かれた切り通し道。鬼みちのガイド板や鬼面の椅子がある。
- 昔話陶板・土管の坂、縁ふれあい工房 - かつて登り窯が並んでいた通りの脇の斜面に土管が敷き詰められている。
- 浜地蔵、常照院、梶井天神 - 浜地蔵の堂内にある江戸時代中期の奉納絵馬は高浜市指定有形文化財。地蔵盆で開帳される。
- 高浜市観光案内所オニハウス - 瓦製の置物などの土産物を販売している。レンタサイクルを利用できる。
- 高浜市やきものの里かわら美術館・図書館 - 瓦を専門とする全国唯一の美術館。古代瓦が常設展示されている。屋外には名古屋城の金鯱が燻し瓦で再現されている。
- 森前公園 - 衣浦湾に見立てた瓦庭がある。龍や鬼面の瓦垣がある。だるま窯が復元されており、高浜市指定有形文化財の塩焼瓦窯がある。
- 観音寺 - 浄土宗の寺院。通称は衣浦観音。1959年（昭和34年）に製作された陶管焼の観音像があり、8mという高さは陶器製としては日本一。
- 塩前寺 - 曹洞宗の寺院。不動明王の石像があるため高浜不動とも呼ばれる。屋根には烏天狗の留蓋飾りがある。
- 恩任寺 - 浄土真宗の寺院。大浜の西方寺、高取の専修坊と並んで浜三ヶ寺のひとつ。本瓦葺き屋根の山門と太鼓楼がある。
- 蓮乗院 - 浄土宗の寺院。1895年（明治28年）に本堂が改築された。屋根には天女・仙人・亀・竜宮城などがある。
- 双体道祖神 - 烏帽子姿で御幣を持った男神と女神の道祖神。高浜市指定有形文化財。かつては別地点にあったとされる。
- 馬頭観音 - かつて瓦の運搬を担っていた馬に感謝して1916年（大正5年）に建立された（1995年改築）。疾走馬の彫物がある。
- 大山緑地 - 春日神社がある公園。1964年（昭和39年）に製造された高さ5.2mの陶管焼の大だぬきがある。8mという胴回りは陶管製の像として日本一。
- 春日神社 - 高浜の総氏神の神社。勇敢な男が馬とともに疾走するおまんと祭で知られる。飾り瓦や陶管焼の狛犬がある。
- 瓦の庭「海」 - 岡田憲久による瓦作品。第12回甕賞受賞。海をイメージした瓦製のオブジェ。
- 名鉄三河線三河高浜駅（ゴール地点）

## ギャラリー

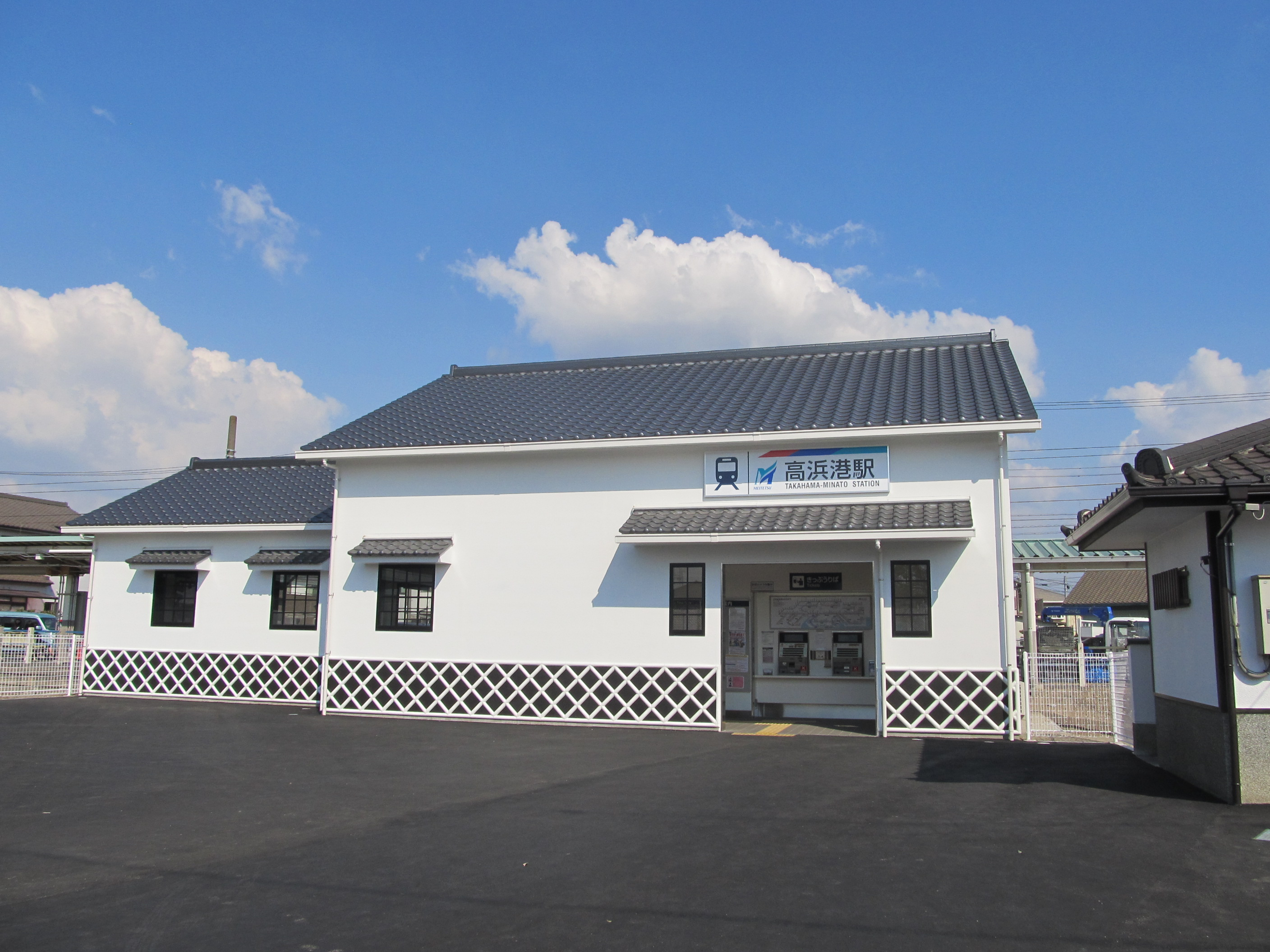
高浜港駅
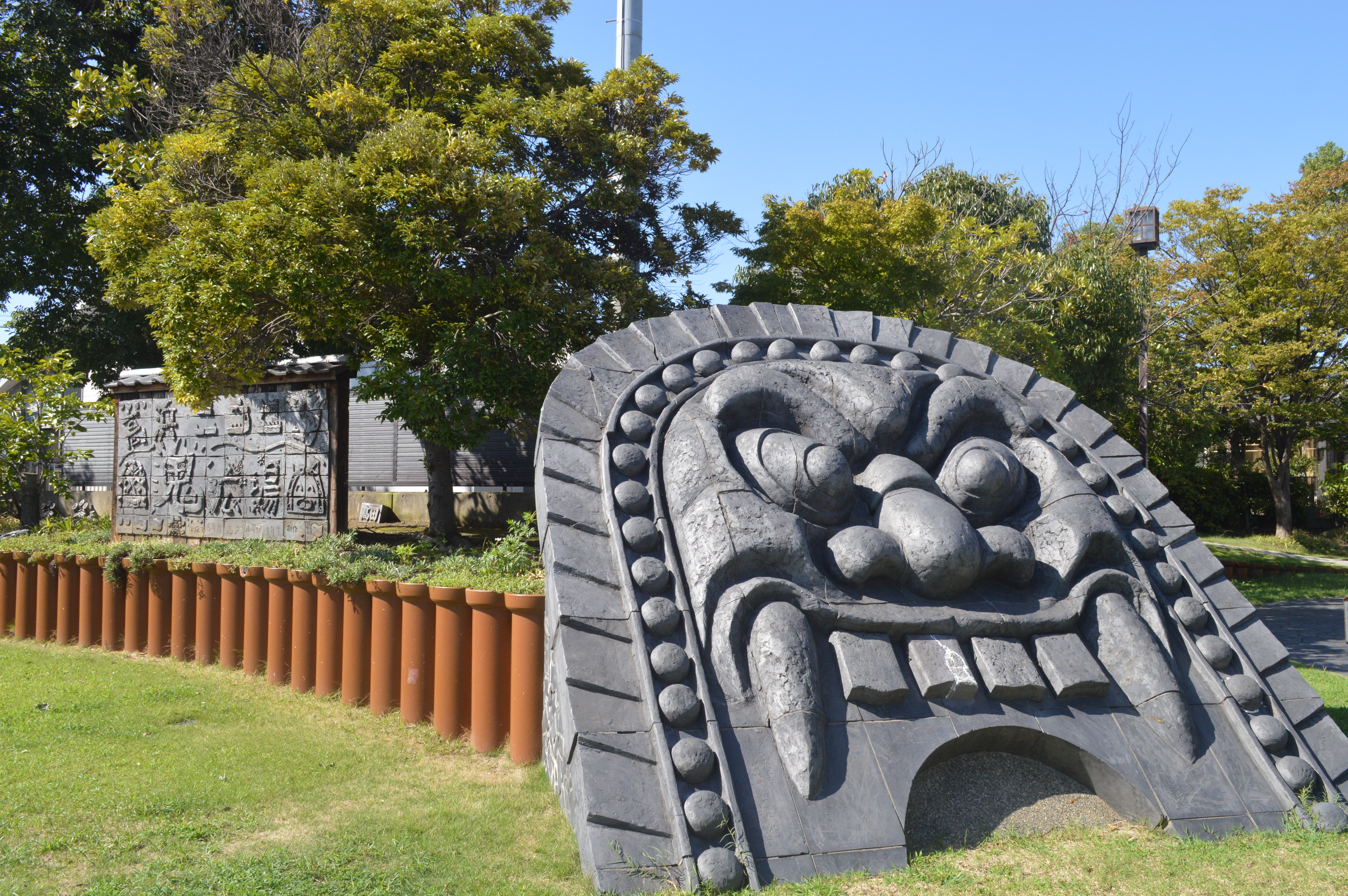
ニコニコ鬼広場
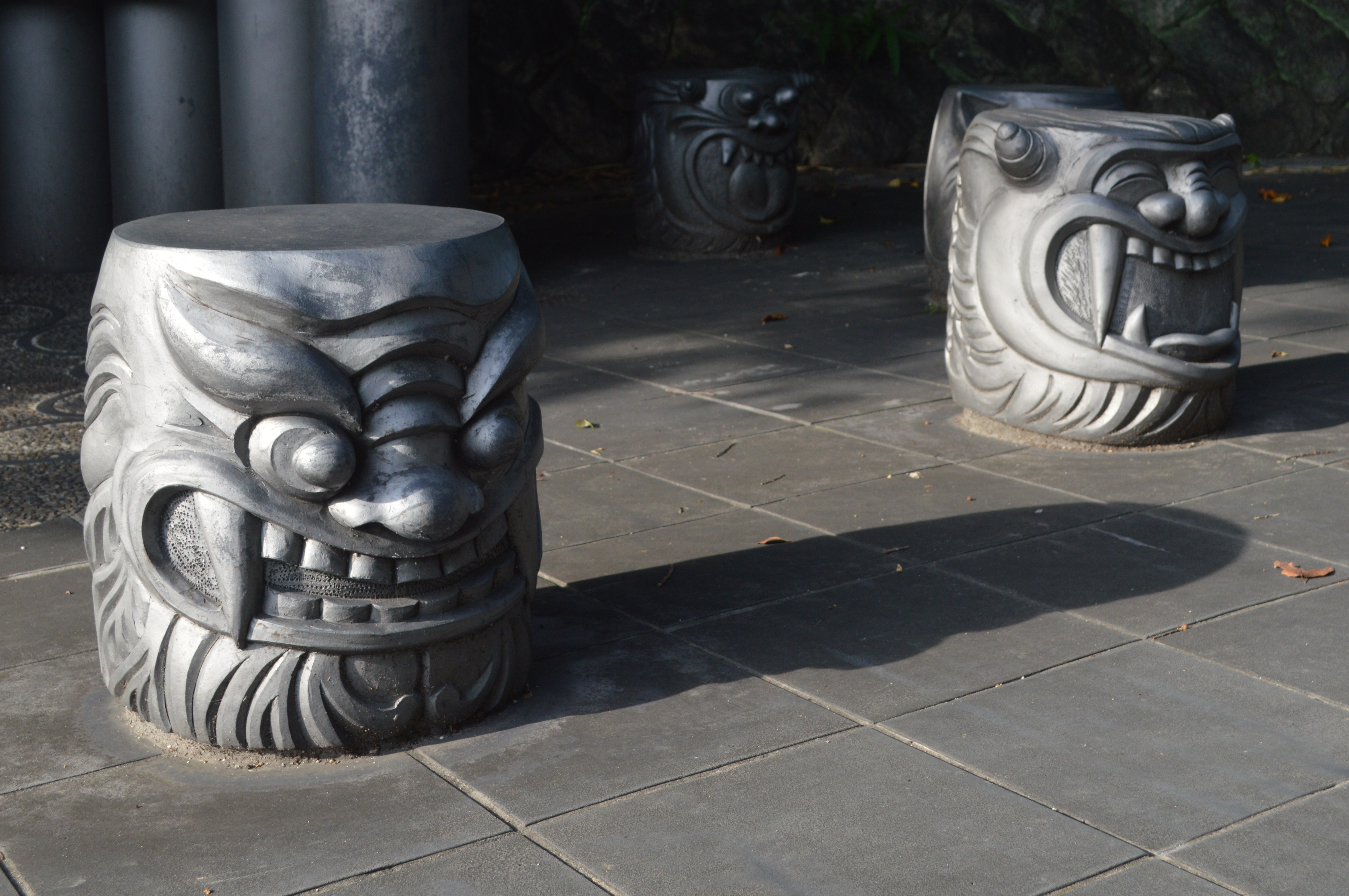
鬼パーク
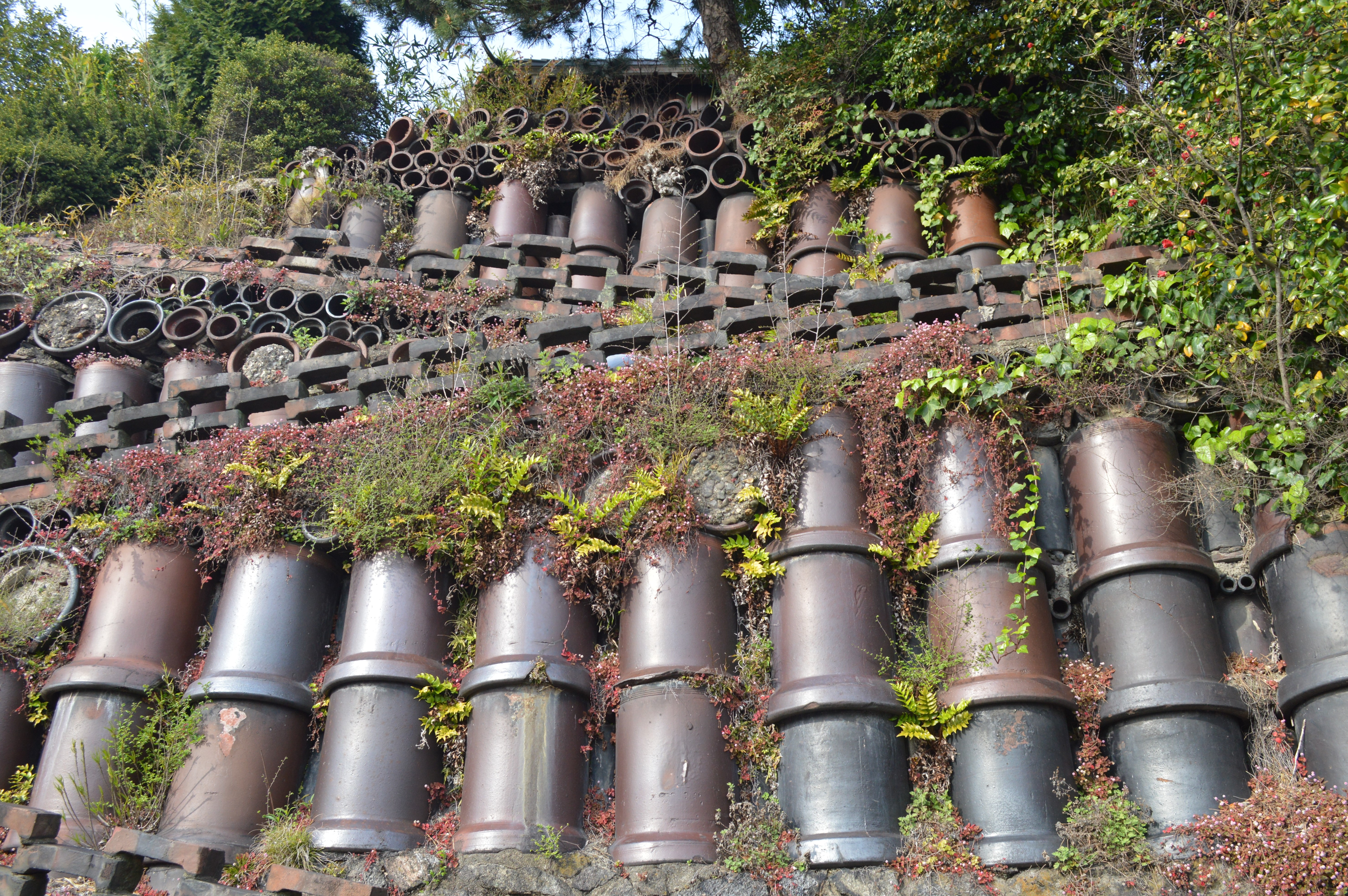
土管の坂
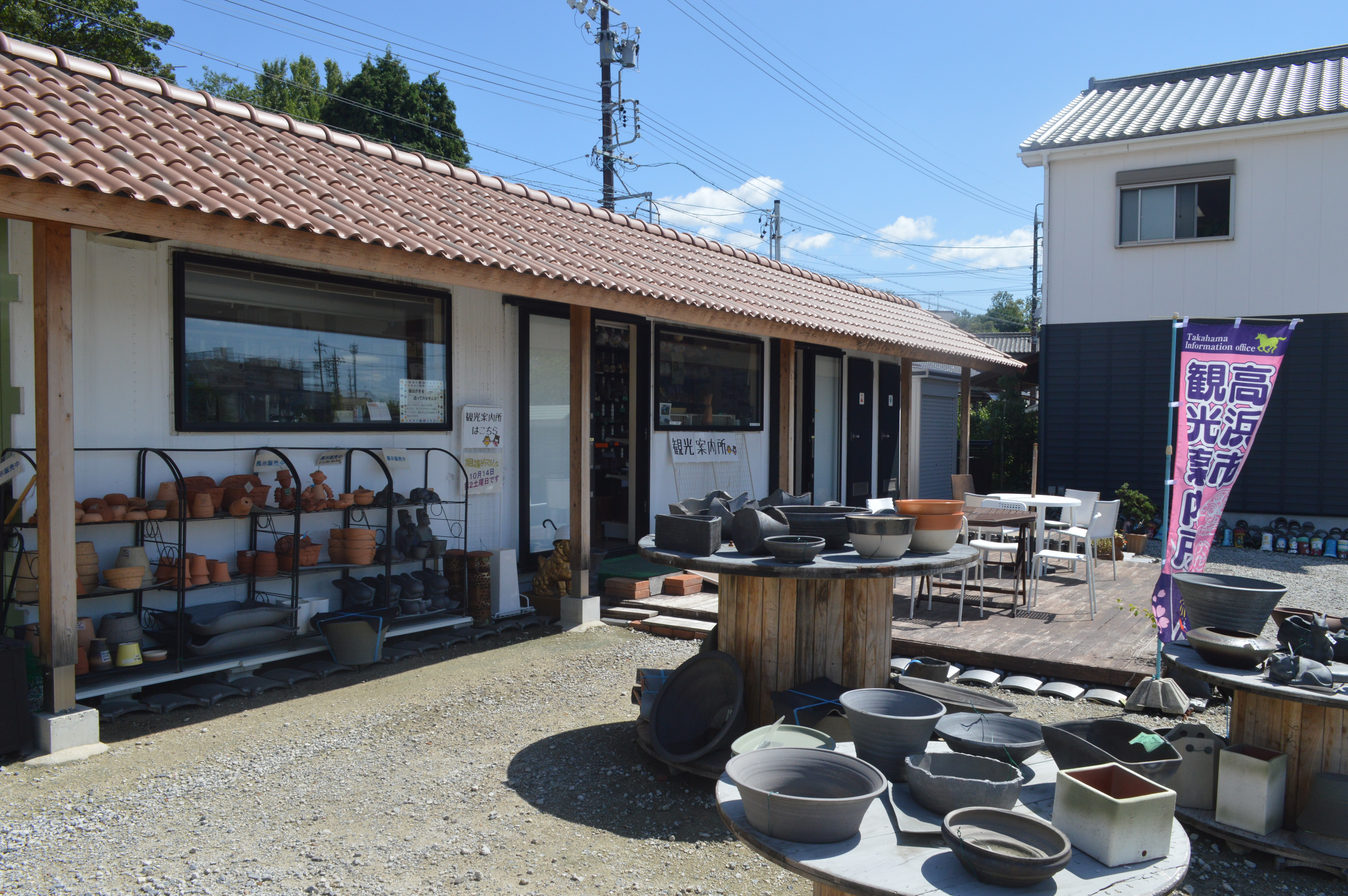
高浜市観光案内所オニハウス
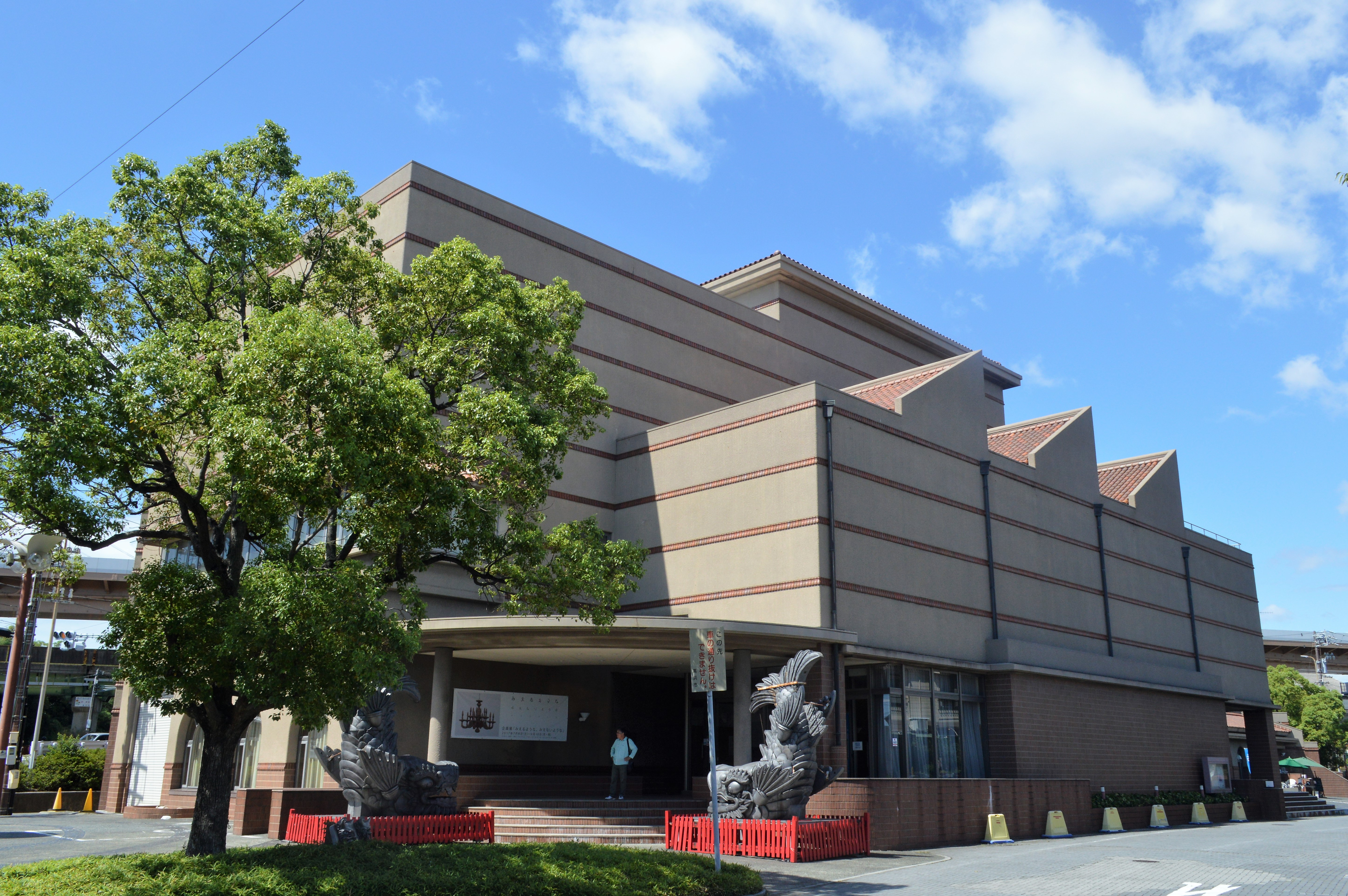
高浜市やきものの里かわら美術館・図書館
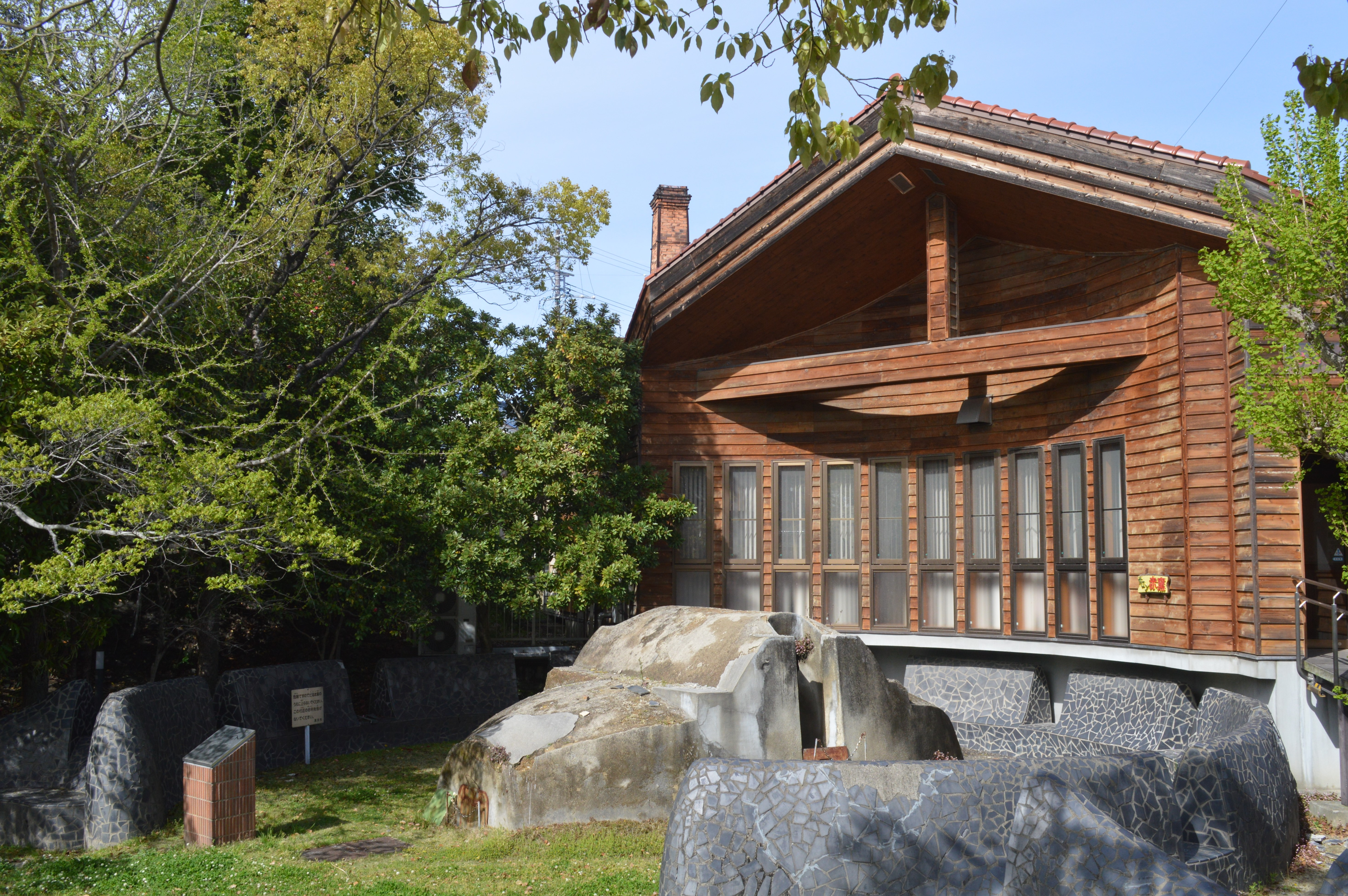
森前公園のだるま窯
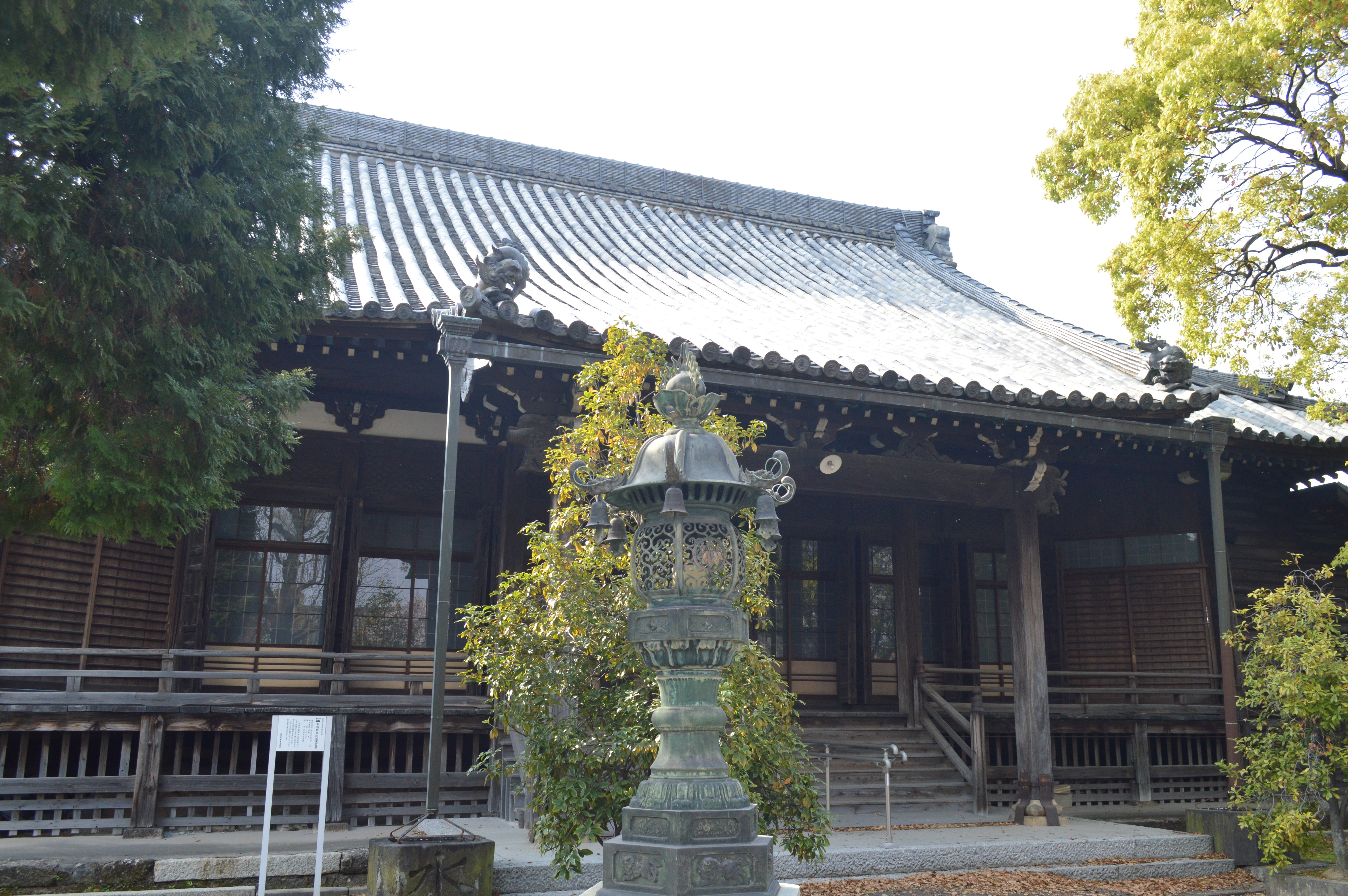
恩任寺
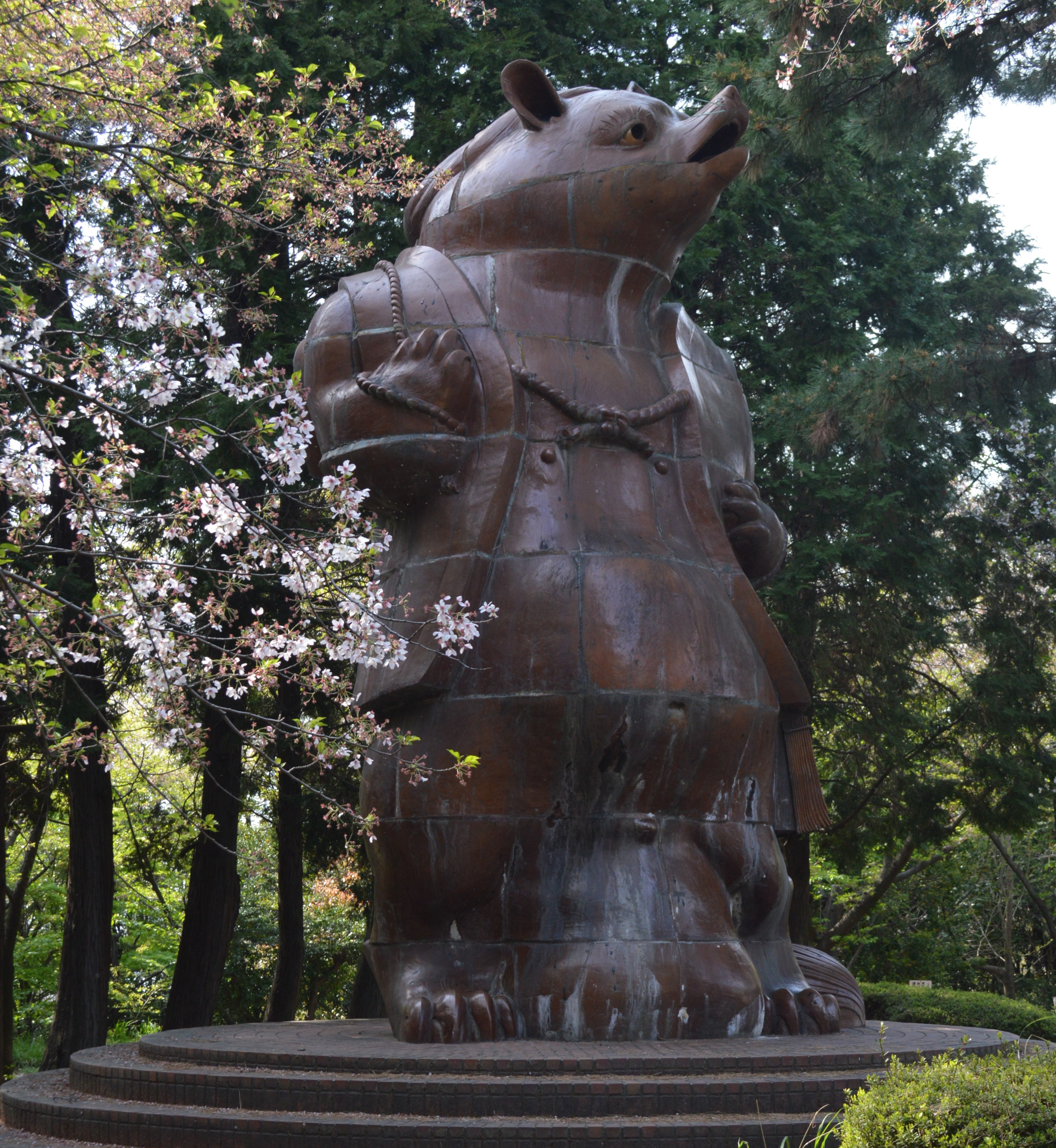
大山緑地の大だぬき
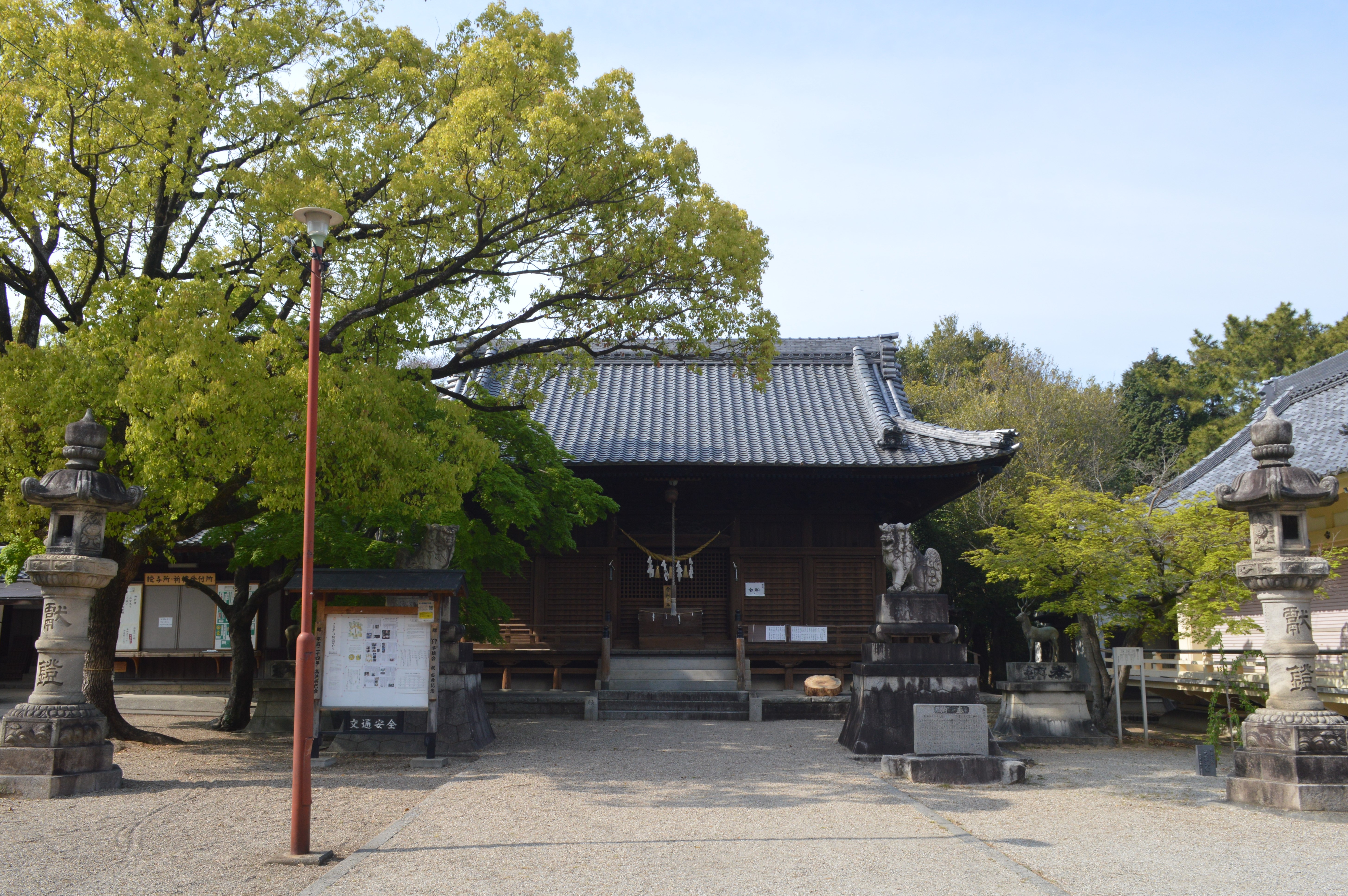
春日神社
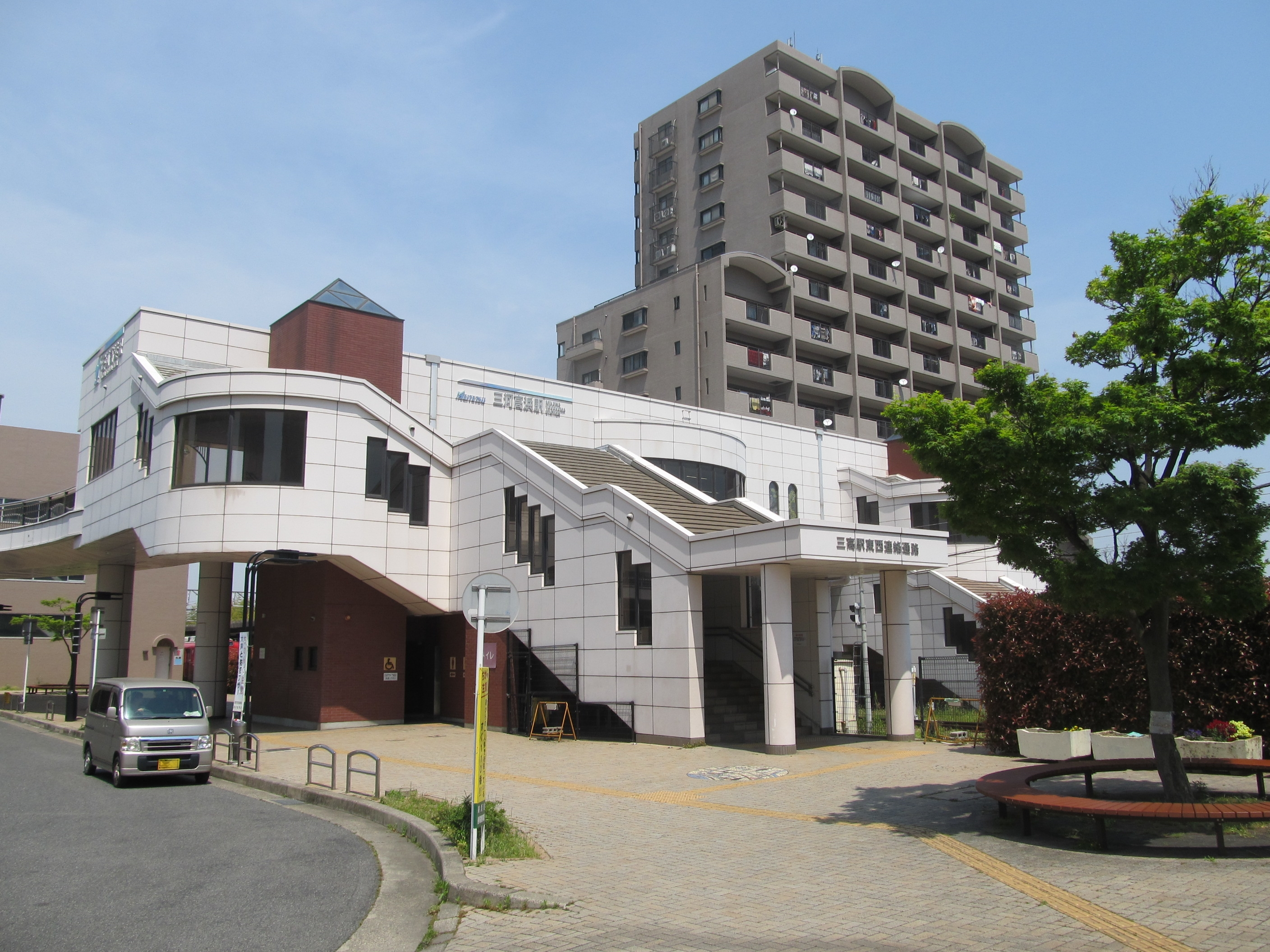
三河高浜駅